# Парусный спорт на летней Универсиаде 2019
Парусный спорт на летней Универсиаде 2019 — соревнования по парусному спорту в рамках летней Универсиады 2019 года прошли с 8 июля по 12 июля в итальянском городе Неаполь, на территории залива. Был разыгран 1 комплект наград.

## История
Турнир по парусному спорту на Универсиадах является дополнительным. Этот вид программы был недавно добавлен в программу Универсиад (Первый университетский турнир состоялся в 2002 году), но впервые он появился в качестве дополнительного вида спорта на Летней Универсиаде в 1999 году в Пальма-де-Майорке, а затем в Шенцене в 2011 году. Учитывая большие традиции города для этой увлекательной дисциплины, соревнования по парусному спорту также запланированы к проведению в Неаполе.

## Правила участия
Мероприятия по парусному спорту будут организованы в соответствии с последними техническими правилами Международной федерации парусного спорта.
В соответствии с Положением FISU, спортсмены должны соответствовать следующим требованиям для участия во Всемирной универсиаде (статья 5.2.1):
- До соревнований допускаются студенты обучающиеся в настоящее время в высших учебных заведениях, либо окончившие ВУЗ не более года назад.
- Все спортсмены должны быть гражданами страны, которую они представляют.
- Участники должны быть старше 17-ти лет, но младше 28-ми лет на 1 января 2019 года (то есть допускаются только спортсмены родившиеся между 1 января 1991 года и 31 декабря 2001 года).

## Формат соревнований
Соревнования с пересадками экипажей проводились на восьми килевых яхтах нового класса RS21 с командой из четырёх человек: два юноши и две девушки. Каждая гонка представляла собой прохождение круговой дистанции от стартовой линии к бую против ветра (лавировка) и спуска вниз по ветру (фордевинд). По прохождении двух или одного кругов (число кругов по решению гоночного комитета) яхты финишировали на месте старта. В каждой гонке все восемь яхт стартовали одновременно, место в гонке определялось по порядку очередности на финише.
За каждую гонку экипажу присваиваивалось число очков, равное его месту на финише гонки. Побеждал экипаж, набравший меньшее число очков в серии гонок. 

## Календарь
| ЦО | Церемония открытия | ● | Квалификации | 2 | Финалы соревнований | ЦЗ | Церемония закрытия |

| Июль           | 2 Вт | 3 Ср | 4 Чт | 5 Пт | 6 Сб | 7 Вс | 8 Пн | 9 Вт | 10 Ср | 11 Чт | 12 Пт | 13 Сб | 14 Вс | Соревнования |
| -------------- | ---- | ---- | ---- | ---- | ---- | ---- | ---- | ---- | ----- | ----- | ----- | ----- | ----- | ------------ |
| Парусный спорт |      |      |      |      |      |      | ●    | ●    | ●     | ●     | 1     |       | ЦЗ    | 1            |

## Участники
| Австралия | Китай      | Испания 1      | Испания 2 |
| Финляндия | Франция    | Великобритания | Германия  |
| Италия 1  | Италия 2   | Япония         | Корея     |
| Россия    | Сингапур 1 | Сингапур 2     | Швейцария |

## Результаты

### Дисциплины
| Дисциплина | Золото    | Серебро | Бронза     |
| ---------- | --------- | ------- | ---------- |
| Гонка      | Финляндия | Австрия | Сингапур 1 |

## Медальный зачёт в парусном спорте
| Место | Страна  | Золото | Серебро | Бронза | Всего |
| ----- | ------- | ------ | ------- | ------ | ----- |
| 1     | Корея   | 0      | 0       | 0      | 0     |
| 2     | Франция | 0      | 0       | 0      | 0     |
| 3     | Россия  | 0      | 0       | 0      | 0     |
| 4     | Италия  | 0      | 0       | 0      | 0     |
| 5     | Япония  | 0      | 0       | 0      | 0     |
| 6     | Испания | 0      | 0       | 0      | 0     |
| Всего | Всего   | 1      | 1       | 1      | 3     |